# Konstytucja Korsyki

Flaga Republiki Korsykańskiej (1755–1769)

Konstytucja Korsyki – uchwalona w listopadzie 1755 roku oświeceniowa ustawa zasadnicza Republiki Korsykańskiej, krótkotrwałego państwa proklamowanego przez powstańców antygenueńskich pod przywództwem Pasqualego Paoliego. Jej ogłoszenie poprzedza zarówno konstytucję amerykańską z 1787 roku jak i Konstytucję 3 maja z 1791 r.
Władza ustawodawcza należała do wybieranego co 3 lata parlamentu, w którym mogli zasiadać mężczyźni mający ukończone 25 lat. Władzę wykonawczą sprawował prezydent Rady Wykonawczej.
Pozostała w mocy na terenach kontrolowanych przez republikę do jej upadku w 1769 roku, gdy wyspa została opanowana przez wojska króla francuskiego. Interwencja była skutkiem podpisanego rok wcześniej tajnego traktatu wersalskiego, w którym zadłużona u Ludwika XV Republika Genueńska cedowała wyspę w zamian za umorzenie należności i zwrot opanowanej przez powstańców korsykańskich sąsiedniej wyspy Capraia.
Została spisana w toskańskim dialekcie języka włoskiego, będącym wówczas językiem korsykańskich elit.